# Falcatifolium sleumeri
Falcatifolium sleumeri ist ein niedriger Strauch aus der Gattung Falcatifolium in der Familie der Steineibengewächse (Podocarpaceae). Die Art ist nur als einzelner Strauch von einem Standort im indonesischen Teil von Neuguinea bekannt. Da das Gebiet seit dem Fund nicht mehr untersucht wurde, ist nichts über die tatsächliche Verbreitung der Art bekannt, daher wird sie in der Roten Liste der IUCN als potentiell gefährdet geführt.

## Beschreibung
Falcatifolium sleumeri wächst als niedriger, vielleicht sogar niederliegender, 20 Zentimeter hoher, immergrüner Strauch. Die Stammborke ist schuppig und graubraun. Die zahlreichen Äste wachsen ausgebreitet oder aufrecht und bilden eine breite, flache Krone, die mehrere Quadratmeter des Bodens bedeckt. Die Laubblätter sind linealisch-eiförmig, an der kurz gestielten Basis gebogen, sichelförmig bis beinahe gerade, 0,6 bis 1 Zentimeter lang und 1,8 bis 2 Millimeter breit. Die Mittelrippe ist auf der Blattunterseite erhöht, die Blattränder sind leicht nach unten gebogen und laufen zu einer zugespitzten mit einem Stachel versehenen Spitze zusammen. Pollen- und Samenzapfen sind nicht bekannt.

## Verbreitung und Ökologie
Die Art ist nur von der Vogelkop-Halbinsel im indonesischen Teil von Neuguinea bekannt. Dort wächst sie in einer Höhe von etwa 1920 Metern am Mont Nettoti in einem dunklen, moosigen Wald.

## Gefährdung und Schutz
Falcatifolium sleumeri wurde im Jahr 2011 von der IUCN in der Roten Liste als potentiell gefährdet („Near Threatened“) eingestuft. Es ist nur ein Strauch der Art bekannt, doch wurde das Gebiet seit dem Fund nicht mehr untersucht. Daher ist auch nichts über die Größe des Verbreitungsgebiets oder der Bestände bekannt.

## Systematik und Etymologie
Falcatifolium sleumeri ist eine Art aus der Gattung Falcatifolium, die zur Familie der Steineibengewächse (Podocarpaceae) gezählt wird. David John de Laubenfels erwähnte die für die Beschreibung verwendeten Herbarexemplare bereits 1969 bei der Beschreibung von Falcatifolium papuanum und spekulierte damit, dass es sich um eine eigene Art handeln könnte. Er beschrieb die Funde jedoch erst 1988 als eigene Art zusammen mit John Silba in der Zeitschrift Phytologia (Erstbeschreibung). Sie unterscheidet sich von den anderen Arten der Gattung durch die Wuchsform als niedriger, nur 20 Zentimeter hoher Strauch und durch die kleinen Blätter. Da jedoch weder Pollen- noch Samenzapfen bekannt sind, bleibt der taxonomische Status unklar. Keine Synonyme der Art sind bekannt. James Eckenwalder ordnet jedoch das gefundene Exemplar der Gattung Falcatifolium papuanum zu und sieht daher den Namen Falcatifolium sleumeri nur als Synonym von Falcatifolium papuanum.
Der Gattungsname Falcatifolium leitet sich von lateinisch falcis, „Sichel“ und folia, „Blatt“ ab, und verweist damit auf die sichelartig gebogenen Blätter. Das Artepitheton sleumeri ehrt den deutschen Botaniker Hermann Otto Sleumer (1906–1993) der am Rijksherbarium in Leiden arbeitete.

## Verwendung
Über eine Verwendung der Art ist nichts bekannt.